# Kirche von Hjärtlanda

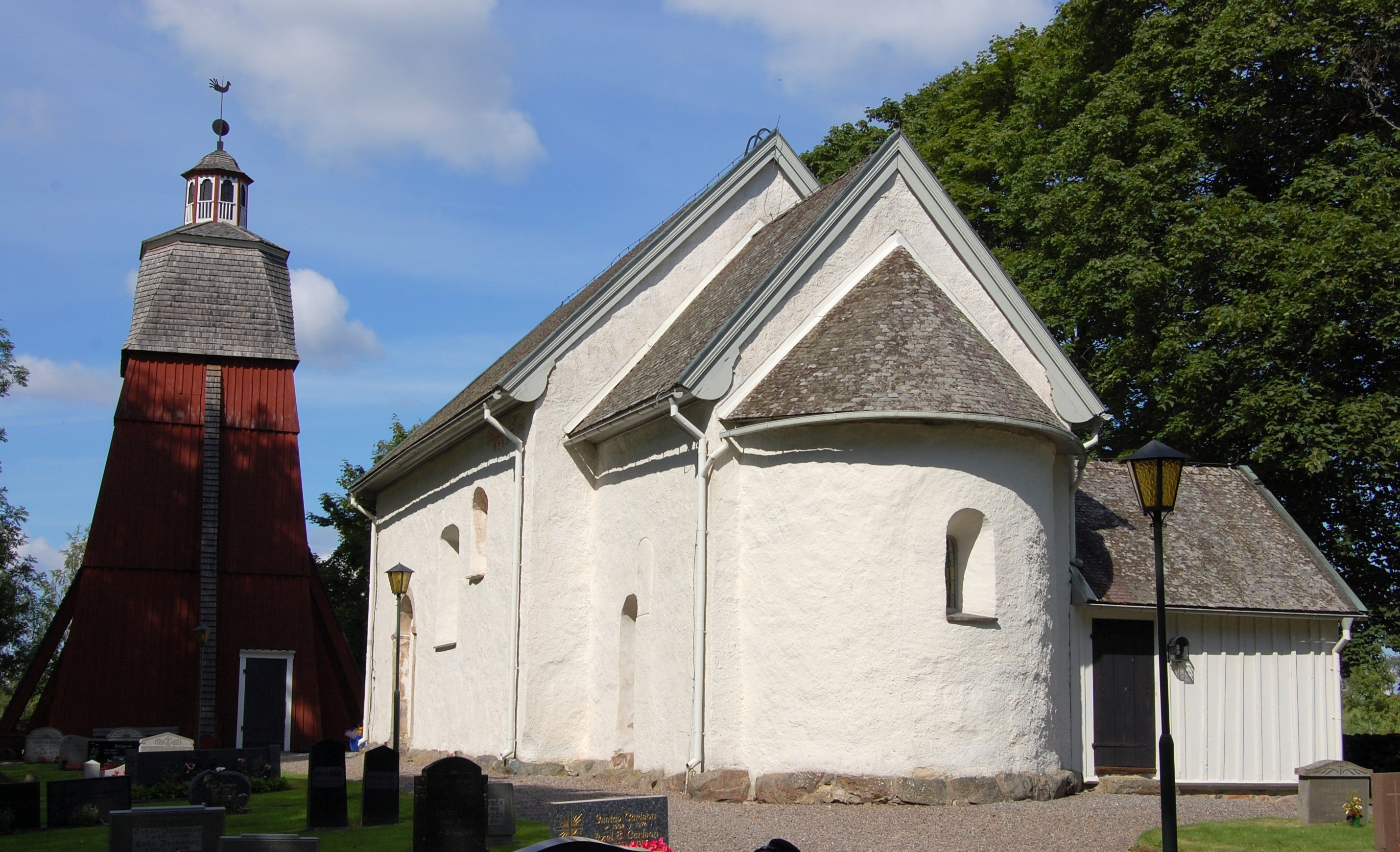
Kirche von Hjärtlanda

Die Kirche von Hjärtlanda (schwedisch: Hjärtlanda kyrka) ist ein romanisches Kirchengebäude der Schwedischen Kirche bei Hjärtlanda in der schwedischen Gemeinde Sävsjö. 
Sie gehört zu den im 12. Jahrhundert in der Region errichteten sogenannten Njudungskirchen und ist unter diesen die kleinste. Vermutlich wurde die Kirche auf einer früheren heidnischen Kultstätte errichtet. Darauf deutet der 1927 auf dem Friedhof der Kirche gemachte Fund eines aus Sandstein gefertigten Fruchtbarkeitssymbol in Form eines Phallus, der heute im Historischen Museum Stockholm aufbewahrt wird.
Im Archiv des Pastorats befindet sich ein sogenannter Reisealtar, ein sehr alter mobiler Altar aus der Zeit der Missionierung. Der Triumphbogen der Kirche weist Malereien aus der Zeit des Mittelalters auf. Die Deckenmalereien stammen aus dem 18. Jahrhundert.